# Praça de Touros de Leiria
A Praça de Touros de Leiria foi inaugurada em 1891 e demolida em meados da década de 1960.

## Historiografia
Há referências a alanceamentos de touros no concelho de Leiria ao tempo do reinado de D. Duarte, que decorreu entre os anos de 1433 a 1438; é conhecido que el-rei D. Duarte, nascido em Viseu e falecido em Tomar, se interessou pelos assuntos relacionados com cavalos e toiros, sendo até de sua autoria o livro Arte de Bem Cavalgar em Toda a Sela.
Quanto à antiga Praça de Toiros em Leiria, que se inaugurou em 19 de maio de 1891, e comportava lugar para cerca de 4.000 espectadores, a mesma foi erigida por subscrição pública e inicialmente explorada por um grupo de cidadãos.
Desde a sua fundação, em 1891, até à sua demolição, em meados da década de 1960, passaram pela praça de Leiria alguns dos melhores cavaleiros tauromáquicos do século XX —  José Casimiro, Simão da Veiga Júnior, João Branco Núncio, Fernando Salgueiro, Francisco Mascarenhas, José Athayde e seu irmão Luís Athayde ou David Ribeiro Telles; mas também toureiros a pé, como o célebre Manuel dos Santos e seu primo António dos Santos, Diamantino Viseu, Chico Mendes, ou o mítico toureiro sevilhano Curro Romero, na altura ainda novilheiro.
Em finais do século XIX a praça de touros de Leiria recebeu de visita o rei D. Carlos, que era muito aficionado e honrou os leirienses com a sua presença, logo no dia seguinte ao seu casamento com a rainha D. Amélia de Orleans e Bragança, ocasião em que se realizou na praça uma corrida de gala à antiga portuguesa.
Em 1919, na sequência da degradação da praça, foi constituída uma comissão que resolveu recolher fundos para a sua reparação e solicitou aos detentores das acções para que estas fossem cedidas de forma a que as instalações fossem oferecidas ao Hospital D. Manuel de Aguiar, o que veio a suceder.
Paralelamente, instalaram-se praças de madeira noutros locais da cidade, uma delas no atual Largo do Papa Paulo VI, outrora conhecido como Praça das Sardinhas.
A praça foi-se degradando sem que a Santa Casa da Misericórdia de Leiria, entidade proprietária daquele hospital, decidisse a sua remodelação.
O arquiteto Camilo Korrodi chegou a oferecer um projeto para uma nova praça de touros, mas a praça viria a ser demolida nos anos 60, por falta de iniciativa do poder local para que se efectuassem as devidas reparações de manutenção.